# Joachim II Hector de Brandebourg
Pour les articles homonymes, voir Joachim.
Joachim II Hector de Brandebourg (en allemand Joachim II Hector von Brandenburg), né le 13 janvier 1505 à Cölln et mort le 3 janvier 1571 à Berlin-Köpenick, est prince-électeur de Brandebourg de 1535 à 1571. Il propage la Réforme dans ses États.

## Biographie

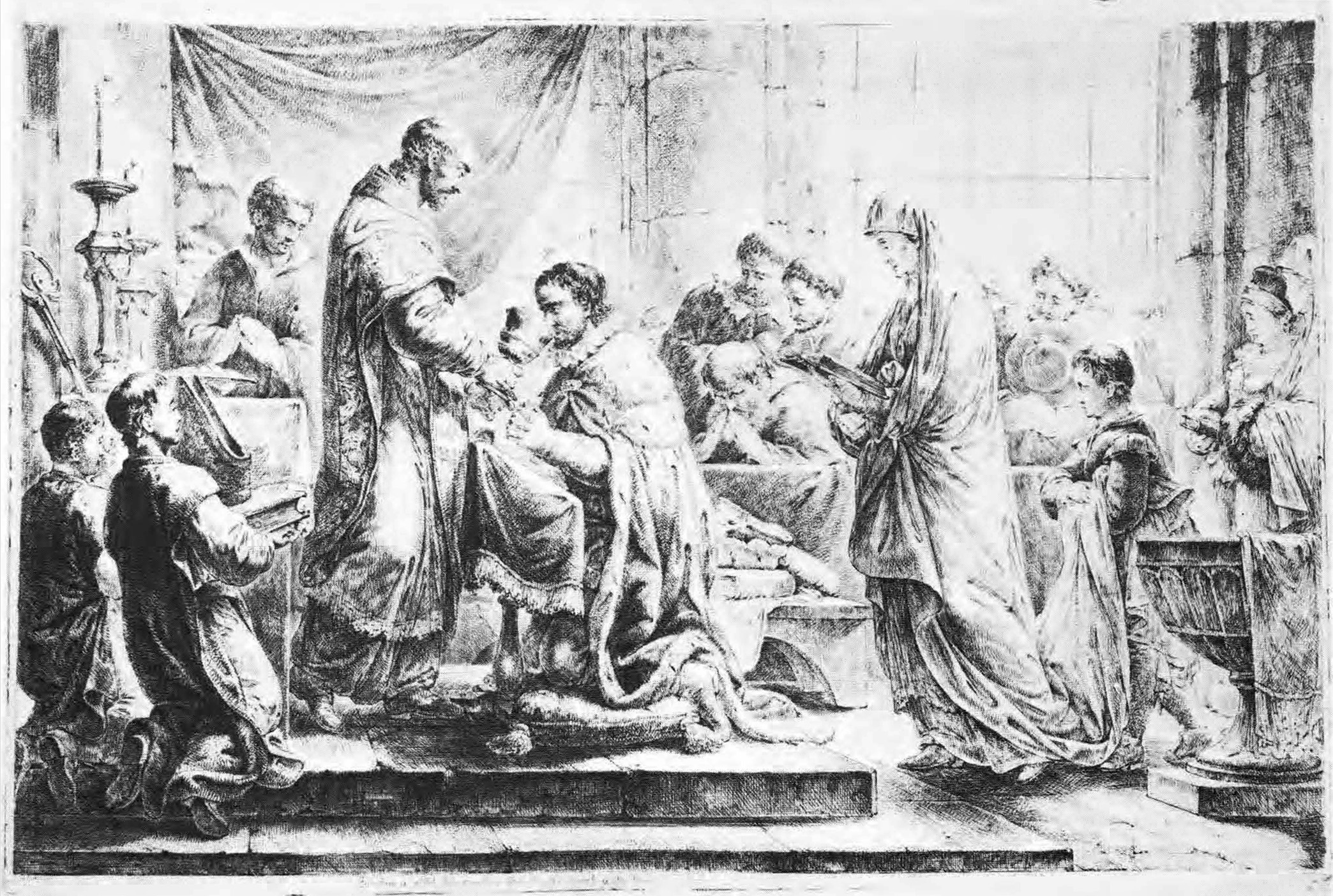
Joachim II inaugure la communion sous les deux espèces ; gravure de Bernhard Rode (1783).

En 1534, Joachim Ier Nestor de Brandebourg fait signer à ses héritiers un acte d'héritage dans lequel ils s’engagent à conserver la foi catholique romaine dans le Brandebourg. Dans ce document, leur père laisse en héritage à son jeune fils Jean Ier de Brandebourg-Custrin la marche de Custrin et quelques autres régions, qu'on désigne comme la Nouvelle Marche de Brandebourg ; mais Joachim II Hector n'a pas signé cet acte.
Veuf, Joachim II Hector de Brandebourg épouse Hedwige Jagellon. Cette dynastie de Jagellon étant catholique romaine, il doit faire la promesse suivante : Hedwige Jagellon restera catholique. Longtemps tenté par la Réforme, Joachim II Hector de Brandebourg est toujours à la recherche d'un équilibre entre les factions catholiques et protestantes. Il ne pratique officiellement la religion luthérienne qu'à partir de 1555. En 1563, il formalise clairement son attachement à celle ci par une profession de foi publique. Avec l'appui de Philippe Mélanchthon, la Réforme est mise en place dans le Brandebourg en 1539 : la hiérarchie des clercs est révisée, la doctrine de Luther se substitue au catéchisme romain et les laïcs partagent le calice lors de l'eucharistie ; mais simultanément, le prince s'efforce de maintenir le culte catholique et, par des pourparlers avec le Saint-Empire, de maintenir le dialogue entre les deux confessions.
Le 1er novembre 1539, Joachim-Hector participe en personne à la communion sous les deux espèces, vraisemblablement, en l'église Saint-Nicolas de Spandau. Au cours des mois suivants, les monastères et congrégations de la marche de Brandebourg sont sécularisés.
En 1542, Joachim II Hector de Brandebourg commence la construction du pavillon de chasse de Grunewald (sur la rive sud-est du lac de même nom) à Berlin. En 1558, après la démolition des ruines d'un ancien château, il fait construire le château de Köpenick (SchlossesKöpenick), puis en 1559 commence la construction de la citadelle de Spandau. Ces différentes constructions ruinent de façon durable les finances de l'État de Brandebourg. À son décès, il laisse une dette de 2,5 millions de florins.

## Famille

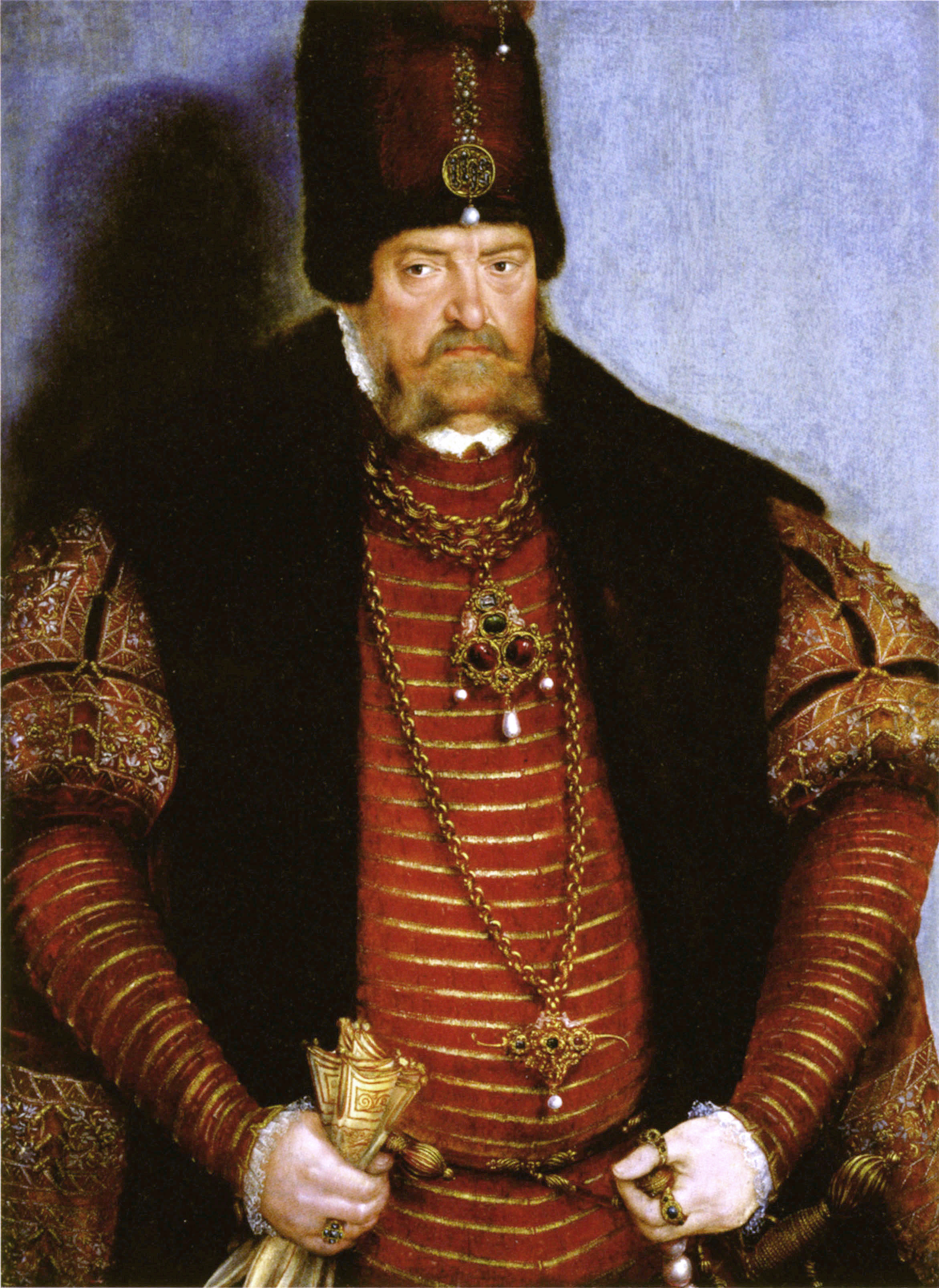
Joachim II (1550)

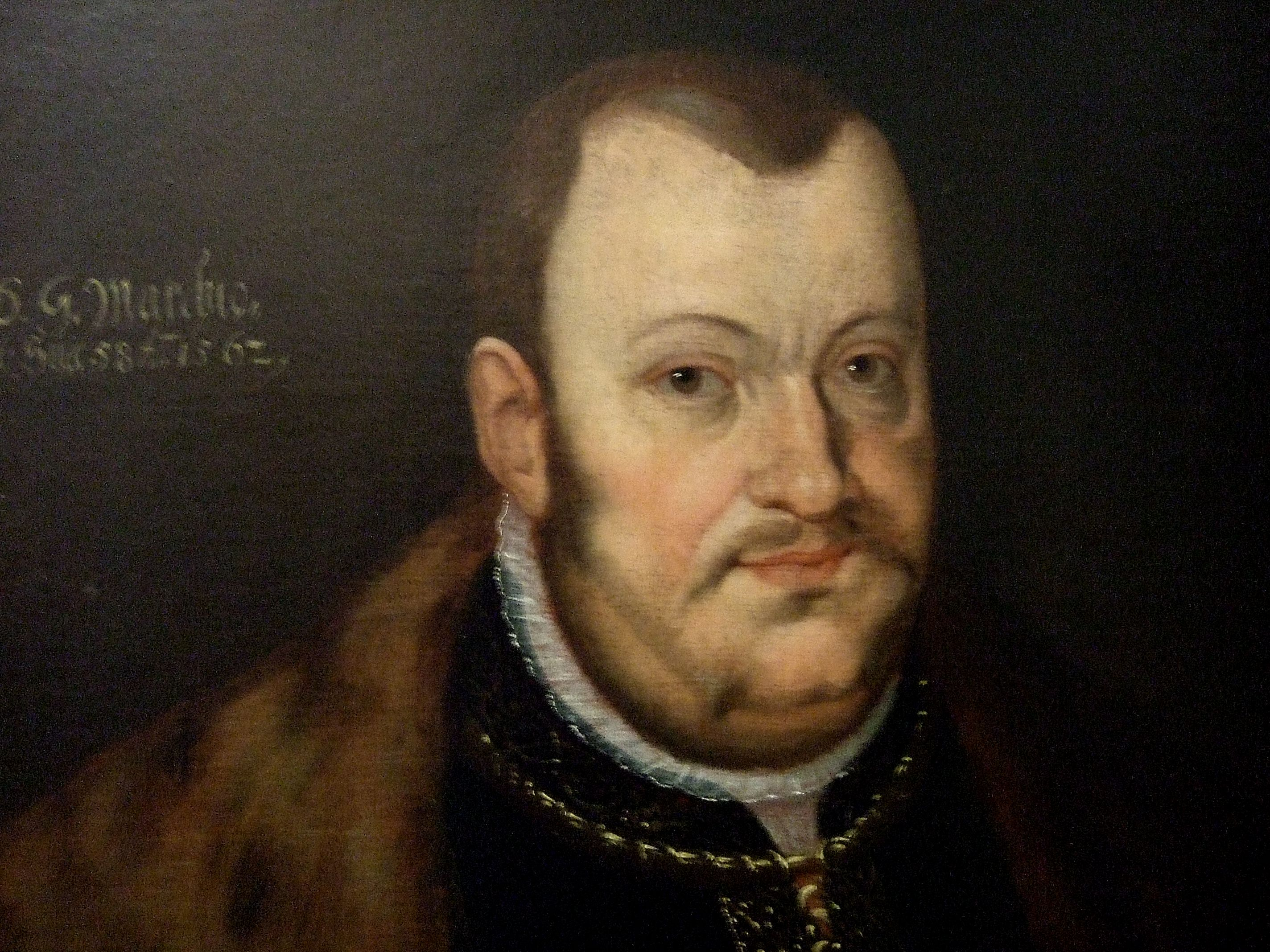
Joachim II Hector de Brandebourg (1562)

Joachim II Hector de Brandebourg appartient à la première branche de la maison de Hohenzollern. Cette lignée donna des électeurs, des rois et des empereurs à la Prusse et l'Allemagne. Joachim II Hector de Brandebourg est l'ascendant de l'actuel chef de la maison impériale d'Allemagne, le prince Georges-Frédéric de Prusse.
Il est le fils de Joachim Ier Nestor de Brandebourg et d'Élisabeth de Danemark.

### Mariages et descendance
En 1524, Joachim II Hector de Brandebourg épouse Madeleine de Saxe (morte en 1534), fille de Georges de Saxe, dit Georges Le Barbu.
Sept enfants sont nés de cette union :
- Jean II Georges de Brandebourg, électeur de Brandebourg ;
- Barbara de Brandebourg (1527 – 1595), en 1545, elle épouse le duc Georges II de Brzeg (mort en 1586) ;
- Élisabeth de Brandebourg (1528 – 1529) ;
- Frédéric de Brandebourg (1530 – 1552), archevêque de Magdebourg ;
- Albert de Brandebourg (1532 – 1532) ;
- Georges de Brandebourg (1532 – 1532) ;
- Paul de Brandebourg (1534 – 1534).

Veuf, Joachim II Hector de Brandebourg épouse en 1535 Hedwige Jagellon, fille de Sigismond Ier de Pologne.
Cinq enfants sont nés de cette union :
- Élisabeth-Madeleine de Brandebourg (1537 – 1595), en 1559, elle épouse le duc François-Othon de Brunswick-Lunebourg (mort en 1559) ;
- Sigismond (1538 – 1566), archevêque de Magdebourg ;
- Edwige de Brandebourg, en 1560, elle épouse Jules de Brunswick-Wolfenbüttel (1528 – 1589) ;
- Sophie (1541 – 1564), en 1561, elle épouse Guillaume de Rosenberg (mort en 1595) :
- Joachim (1543 – 1544).